# Солнце в ночи
«Солнце в ночи» (англ. The Sunlit Night) — фильм в жанре мелодрамы режиссёра Давида Внендта. Экранизация одноимённого романа Ребекки Динерштейн. Главные роли в картине исполнили Дженни Слейт и Алекс Шарп. Также в ней снялись Джиллиан Андерсон, Джессика Хехт и Зак Галифианакис.
Премьера ленты состоялась в январе 2019 года на кинофестивале «Сандэнс».

## Сюжет
Покинув Нью-Йорк и не подозревая о существовании друг друга, двое молодых людей отправляются на край света, в Норвегию. Начинающая художница Фрэнсис хочет найти на земле викингов вдохновение, эмигрант Яша — исполнить последнюю просьбу отца. Одинокие и запутавшиеся, они ищут самих себя, но невольно обретут любовь — солнце, которое никогда не заходит.

## В ролях
- Дженни Слейт — Фрэнсис
- Алекс Шарп — Яша
- Джиллиан Андерсон — Ольяна
- Джессика Хект — Мирела
- Зак Галифианакис — Гальдор
- Дэвид Пеймер — Леви
- Синди Чунг — критик

## Производство
3 мая 2018 года было объявлено, что Давид Внендт станет режиссёром экранизации романа Ребекки Динерштейн «Солнце в ночи». Продюсерами выступили Дженни Слейт, Фабиан Гасмия, Рубен Торкильдсен, Майкл Б. Кларк и Алекс Тертлетоб. Производством занимались компании Deetailfilm и Ape&Bjørn. 14 июня 2018 года в СМИ появилась информация о том, что фильм получил единовременный взнос в размере 2 миллионов норвежских крон (€211 000) на производство от Норвежского института кино.
Съемки картины начались 30 апреля 2018 года в Нью-Йорке. С июля по сентябрь они проходили в Норвегии.

## Релиз
Мировая премьера фильма состоялась 26 января 2019 года в Eccles Theater в Солт-Лейк-Сити, штат Юта, в рамках кинофестиваля «Сандэнс». 
Локализованный трейлер фильма был опубликован в интернете 8 июля 2020 года. Цифровой релиз в России состоялся 17 июля.